# Haemogregarina mavori
Haemogregarina mavori is een soort in de taxonomische indeling van de Myzozoa, een stam van microscopische parasitaire dieren. Het organisme komt uit het geslacht Haemogregarina en behoort tot de familie Haemogregarinidae. Haemogregarina mavori werd in 1969 ontdekt door Laird & Bullock.